# Fet (filosofia)

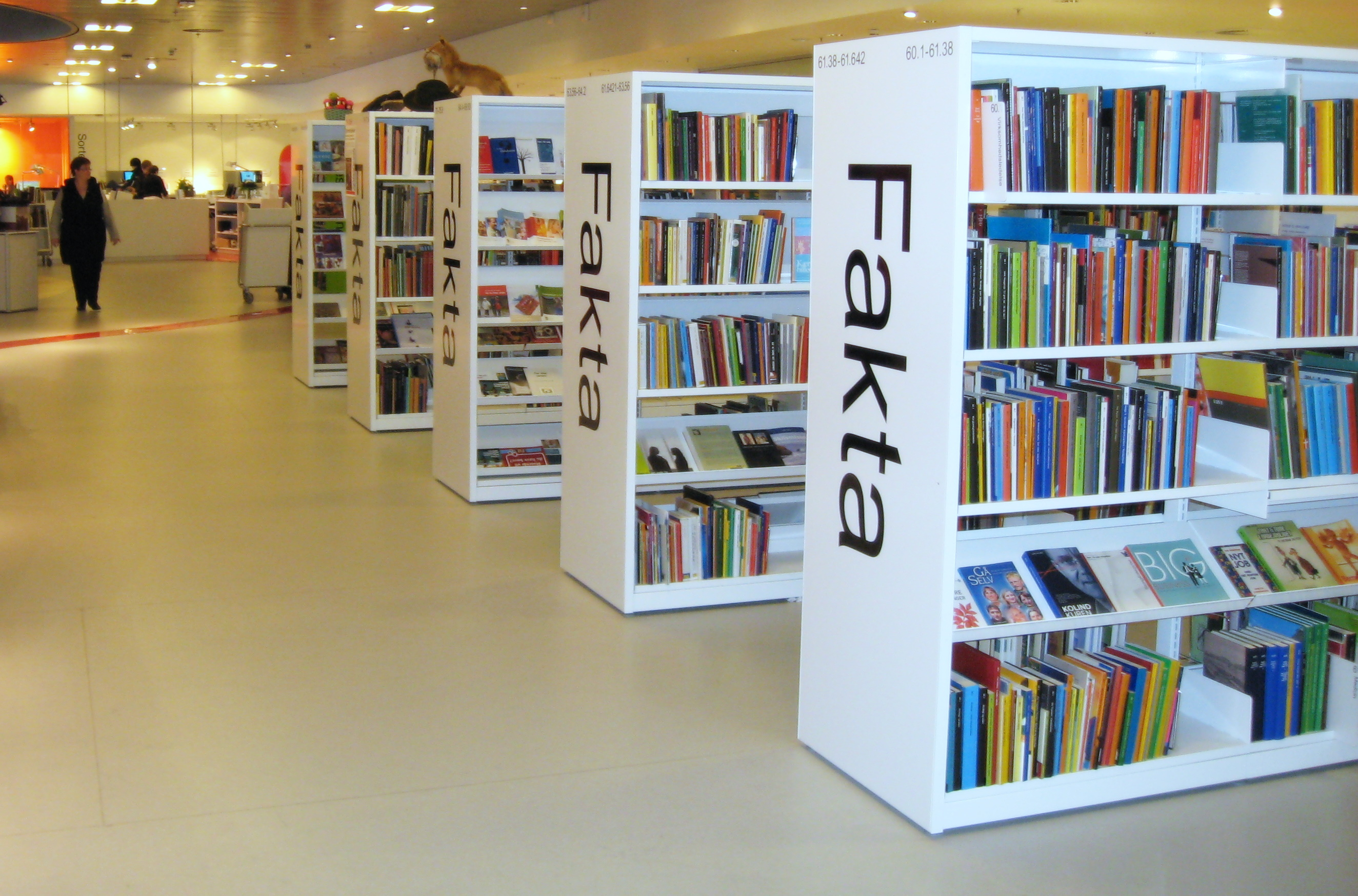
Etiqueta Fakta (fets) a la prestatgeria de llibres de no-ficció d'una biblioteca danesa

Un fet és una dada real sobre un o més aspectes d'una circumstància. Sovint s'utilitzen obres de referència estàndard per comprovar fets més o menys històrics. Els fets científics es verifiquen mitjançant una observació acurada repetible o mesurament mitjançant experiments o altres mitjans.
Per exemple, "Aquesta frase conté paraules", descriu amb precisió un fet lingüístic, i "El sol és una estrella" descriu amb precisió un fet astronòmic. A més, "Abraham Lincoln va ser el 16è president dels Estats Units" i "Abraham Lincoln va ser assassinat" tots dos descriuen amb precisió els fets històrics. Usualment el terme s'aplica a quelcom que passa en la realitat, el referent existent d'una frase veritable, especialment en la teoria de la veritat com a correspondència. Els fets per definició són objectius i s'estudien per part de la ciència.
Un fet és una veritat provada, mentre que l'opinió és una visió personal que representa la perspectiva d'un individu, que pot o no basar-se en aquest fet. Els fets són diferents de les inferències, les teories, els valors i els objectes.

## Etimologia i ús
La paraula fet deriva del llatí factum. El 1870, Charles Sanders Peirce va descriure en el seu llibre "La fixació de la creença" quatre mètodes que la gent utilitza per decidir què ha de creure: tenacitat, mètode d'autoritat, a priori i mètode científic.
El terme fet també indica un assumpte en discussió que es considera vertader o correcte, com per emfatitzar un punt o demostrar una qüestió discutida; (per exemple, "... el fet de la qüestió és..." ).
El fet també pot indicar conclusions derivades d'un procés d'avaluació, inclosa la revisió del testimoni, l'observació directa o d'una altra manera; com a distingibles de les qüestions d'inferència o especulació.
Els fets es poden comprovar per raó, experiment, experiència personal o es poden argumentar des de l'autoritat. Roger Bacon va escriure: "Si en altres ciències arribem a la certesa sense dubte i a la veritat sense error, ens convé posar els fonaments del coneixement en les matemàtiques".

## En la filosofia
En filosofia, el concepte fet es considera en la branca de la filosofia que s'ocupa del coneixement, anomenada epistemologia i ontologia, que estudia conceptes com l'existència, l'ésser, l'esdevenir i la realitat. Les qüestions d'objectivitat i veritat estan estretament associades a les qüestions de fet. Un fet es pot definir com quelcom que és el cas, és a dir, un estat de coses.
Els fets es poden entendre com a informació, que fa que una oració vertadera sigui certa: "Un fet és, tradicionalment, el correlat mundà d'una proposició veritable, un estat de coses l'obtenció del qual fa que aquesta proposició sigui certa". Els fets també es poden entendre com aquelles coses a les quals es refereix una oració veritable. L'afirmació "Júpiter és el planeta més gran del sistema solar" tracta del fet que Júpiter és el planeta més gran del sistema solar.
La versió de Pascal Engel de la teoria de la veritat de la correspondència explica que el que fa vertader una frase és que correspon a un fet. Aquesta teoria pressuposa l'existència d'un món objectiu. L'argument Slingshot pretén demostrar que totes les afirmacions vertaderes representen el mateix, el valor de veritat true. Si aquest argument és vàlid i els fets es prenen com el que representen les afirmacions veritables, llavors s'arriba a la conclusió contraintuïtiva que només hi ha un fet: la veritat.
Qualsevol afirmació veritable no trivial sobre la realitat és necessàriament una abstracció composta per un complex d'objectes i propietats o relacions". Els fets posseeixen estructura interna, essent complexos d'objectes i propietats o relacions". Per exemple, el fet descrit per l'afirmació veritable "París és la capital de França" implica que hi ha un lloc com París, hi ha tal com França, hi ha coses com les capitals, així com que França té un govern, que el govern de França té el poder de definir la seva capital i que el govern francès ha escollit París per ser la capital, que és una cosa com un lloc o un govern, etc. L'exactitud verificable de totes aquestes afirmacions, si són fets en si mateixos, poden coincidir per crear el fet que París és la capital de França. Les dificultats sorgeixen, però, per intentar identificar les parts constitutives dels fets negatius, modals, disjuntius o morals.
Els filòsofs morals des de David Hume han debatut si els valors són objectius i, per tant, factuals. Al Tractat sobre la naturalesa humana, Hume va assenyalar que no hi ha cap manera òbvia perquè una sèrie d'afirmacions sobre el que hauria de ser el cas es derivin d'una sèrie d'afirmacions sobre el que és el cas. Això s'anomena distinció és-hauria. Aquells que insisteixen que hi ha un abisme lògic entre els fets i els valors, de manera que és fal·laç intentar derivar valors (p. ex., "és bo donar menjar a persones famolencs") a partir de fets (p. ex., "la gent morirà si pot"), inclouen George Edward Moore, que va cridar intentar fer-ho com la fal·làcia naturalista.
La factualitat —el que ha passat— també es pot contrastar amb la contrafactualitat: el que podria haver passat, però no ha passat. Un condicional contrafactual o condicional subjuntiu és una declaració condicional (o "si-aleshores") que indica quin seria el cas si els esdeveniments haguessin estat diferents del que eren. Per exemple, "Si Alexandre hagués viscut, el seu imperi hauria estat més gran que Roma". Això contrasta amb un condicional indicatiu, que indica què és (de fet) el cas si el seu antecedent és (de fet) cert; per exemple, "Si beus això, et farà bé".

## En la ciència
La definició d'un fet científic és diferent de la definició de fet, ja que implica coneixement. Un fet científic és el resultat d'una observació o mesura acurada repetible per experimentació o altres mitjans, també anomenada evidència empírica. Aquests són fonamentals per construir teories científiques. Diverses formes d'observació i mesura condueixen a preguntes fonamentals sobre el mètode científic, i l'abast i validesa del raonament científic.
En el sentit més bàsic, un fet científic és una observació objectiva i verificable, en contrast amb una hipòtesi o teoria, que pretén explicar o interpretar fets.
Diversos estudiosos han ofert perfeccionaments significatius a aquesta formulació bàsica. Els filòsofs i els científics tenen cura de distingir entre: 1) estats de coses en el món exterior i 2) afirmacions de fet que es poden considerar rellevants en l'anàlisi científica. El terme s'utilitza en els dos sentits en la filosofia de la ciència.
Estudiosos i investigadors clínics tant en ciències socials com naturals han escrit sobre nombroses preguntes i teories que sorgeixen en l'intent d'aclarir la naturalesa fonamental del fet científic. Les qüestions rellevants plantejades per aquesta investigació inclouen:
- el procés pel qual el "fet establert" es reconeix i s'accepta com a tal;[25] :182 fn. 1
- si i fins a quin punt "fet" i "explicació teòrica" es poden considerar realment independents i separables l'un de l'altre;[25] :185[26] :138
- fins a quin punt els "fets" estan influenciats pel mer acte d'observació;[26] :138i
- fins a quin punt les conclusions fetes estan influenciades per la història i el consens, més que per una metodologia estrictament sistemàtica.[26] :7

D'acord amb la idea de l'holisme de confirmació, alguns estudiosos afirmen que el "fet" està necessàriament "carregat de teoria" fins a cert punt. Thomas Kuhn assenyala que saber quins fets cal mesurar, i com mesurar-los, requereix l'ús d'altres teories. Per exemple, l'edat dels fòssils es basa en la datació radiomètrica, que es justifica raonant que la desintegració radioactiva segueix un procés de Poisson més que un procés de Bernoulli.
A part de la investigació fonamental sobre la naturalesa del fet científic, queden les consideracions pràctiques i socials de com s'investiga, estableix i es fonamenta el fet mitjançant l'aplicació adequada del mètode científic. :181 ffEn general, es creu que els fets científics són independents de l'observador: no importa qui faci un experiment científic, tots els observadors estan d'acord en el resultat. A més d'aquestes consideracions, hi ha les mesures socials i institucionals, com ara la revisió per iguals i l'acreditació, que pretenen promoure la precisió dels fets entre altres interessos en l'estudi científic.

## En la història
Edward Hallett Carr al seu volum de 1961 Què és la història? argumenta que els biaixos inherents a la recopilació de fets fan que la veritat objectiva de qualsevol perspectiva històrica sigui idealista i impossible. Els fets són, "com els peixos a l'oceà", dels quals potser només en capturem uns quants, només una indicació del que hi ha sota la superfície. Fins i tot una xarxa d'arrossegament no ens pot dir amb certesa com seria viure sota la superfície de l'oceà. Encara que no descartem cap fet (o peix) presentat, sempre trobarem a faltar la majoria; el lloc de la nostra pesca, els mètodes realitzats, el temps i fins i tot la sort juguen un paper fonamental en el que pescarem. A més, la composició de la història es compon inevitablement de la compilació de molts biaixos diferents de la recerca de fets, tots augmentats amb el temps. Conclou que perquè un historiador intenti un mètode més objectiu, s'ha d'acceptar que la història només pot aspirar a una conversa del present amb el passat, i que els mètodes propis de recollida de fets s'han d'examinar obertament.

## En el dret
A la majoria de jurisdiccions de dret anglosaxó, el concepte general i l'anàlisi dels fets reflecteixen principis fonamentals de la jurisprudència i es recolzen en diversos estàndards ben establerts. Les qüestions de fet tenen diverses definicions formals sota les jurisdiccions de common law.
Això inclou:
- un element requerit en les declaracions legals per demostrar una causa d'acció;[31][32]

- les determinacions de l'autor dels fets després d'avaluar les proves admissibles produïdes en un judici o audiència;[33]
- un possible motiu d'error reversible presentat en apel·lació en un tribunal d'apel·lació;[34] i
- qualsevol dels diversos assumptes objecte d'investigació per part de l'autoritat oficial per determinar si s'ha perpetrat un delicte i per determinar la culpabilitat.[35]

Una part (per exemple, el demandant) en una demanda civil, en general, ha d'indicar clarament les al·legacions de fet pertinents que formen la base d'una reclamació. El nivell de precisió i particularitat requerits d'aquestes al·legacions varia, en funció de les normes de procediment civil i jurisdicció. Les parts que s'enfronten a incerteses sobre els fets i les circumstàncies relacionades amb la seva part en una disputa de vegades poden invocar al·legacions alternatives. En aquesta situació, una part pot al·legar conjunts separats de fets que quan es consideren conjuntament poden ser contradictoris o excloure mútuament. Aquesta presentació de fets, aparentment inconsistent lògicament, pot ser necessària com a salvaguarda contra contingències com la cosa jutjada que, d'altra manera, impedirien presentar una demanda o defensa que depengui d'una interpretació particular dels fets subjacents i de la decisió del tribunal.